# Nvidia-GeForce-FX-Serie
Die GeForce-FX-Serie ist eine Serie von Desktop-Grafikchips des Unternehmens Nvidia und Nachfolger der GeForce-4-Serie. Sie kam in den Jahren 2003 und 2004 auf den Markt. Aus Marketing-Gründen verzichtete Nvidia bei der GeForce-FX-Serie auf die „5“ im Namen. Die Bezeichnung „FX“ wurde dann auch für die Architektur CineFX genutzt. Die GeForce-FX-Serie wurde von der GeForce-6-Serie abgelöst.

## Grafikprozessoren
Innerhalb der GeForce-FX-Serie kommen verschiedene Grafikprozessoren zum Einsatz, die sich hinsichtlich ihrer Fertigungstechnik, Schnittstelle und Grafikpipeline-Konfiguration unterscheiden. Alle Grafikprozessoren der GeForce-FX-Serie haben eine native AGP-Schnittstelle. NV37 und NV39 waren Marketingnamen für zusammen mit einem PCIe-Brückenchip verkaufte NV34 respektive NV36.
| Grafik- chip | Fertigung  | Fertigung      | Fertigung   | Renderpipelines | Renderpipelines | Renderpipelines | API-Support | API-Support | Bus- Schnitt- stelle |
| Grafik- chip | Pro- zess  | Transi- storen | Die- Fläche | Pipes×TMU×VPU   | Pixel- shader   | Vertex- shader  | DirectX     | OpenGL      | Bus- Schnitt- stelle |
| ------------ | ---------- | -------------- | ----------- | --------------- | --------------- | --------------- | ----------- | ----------- | -------------------- |
| NV30         | 130 nm     | 125 Mio.       | 200 mm²     | 4 × 8 × 2       | 2.0a            | 2.0a            | 9.0a        | 1.5         | AGP 8x               |
| NV31         | 130 nm     | 080 Mio.       | 135 mm²     | 4 × 4 × 2       | 2.0a            | 2.0a            | 9.0a        | 1.5         | AGP 8x               |
| NV34 / B     | 150/140 nm | 045 Mio.       | 091 mm²     | 4 × 4 × 2       | 2.0a            | 2.0a            | 9.0a        | 1.5         | AGP 8x               |
| NV35         | 130 nm     | 135 Mio.       | 207 mm²     | 4 × 8 × 3       | 2.0a            | 2.0a            | 9.0a        | 1.5         | AGP 8x               |
| NV36         | 130 nm     | 082 Mio.       | 125 mm²     | 4 × 4 × 3       | 2.0a            | 2.0a            | 9.0a        | 1.5         | AGP 8x               |
| NV38         | 130 nm     | 135 Mio.       | 207 mm²     | 4 × 8 × 3       | 2.0a            | 2.0a            | 9.0a        | 1.5         | AGP 8x               |

## Namensgebung

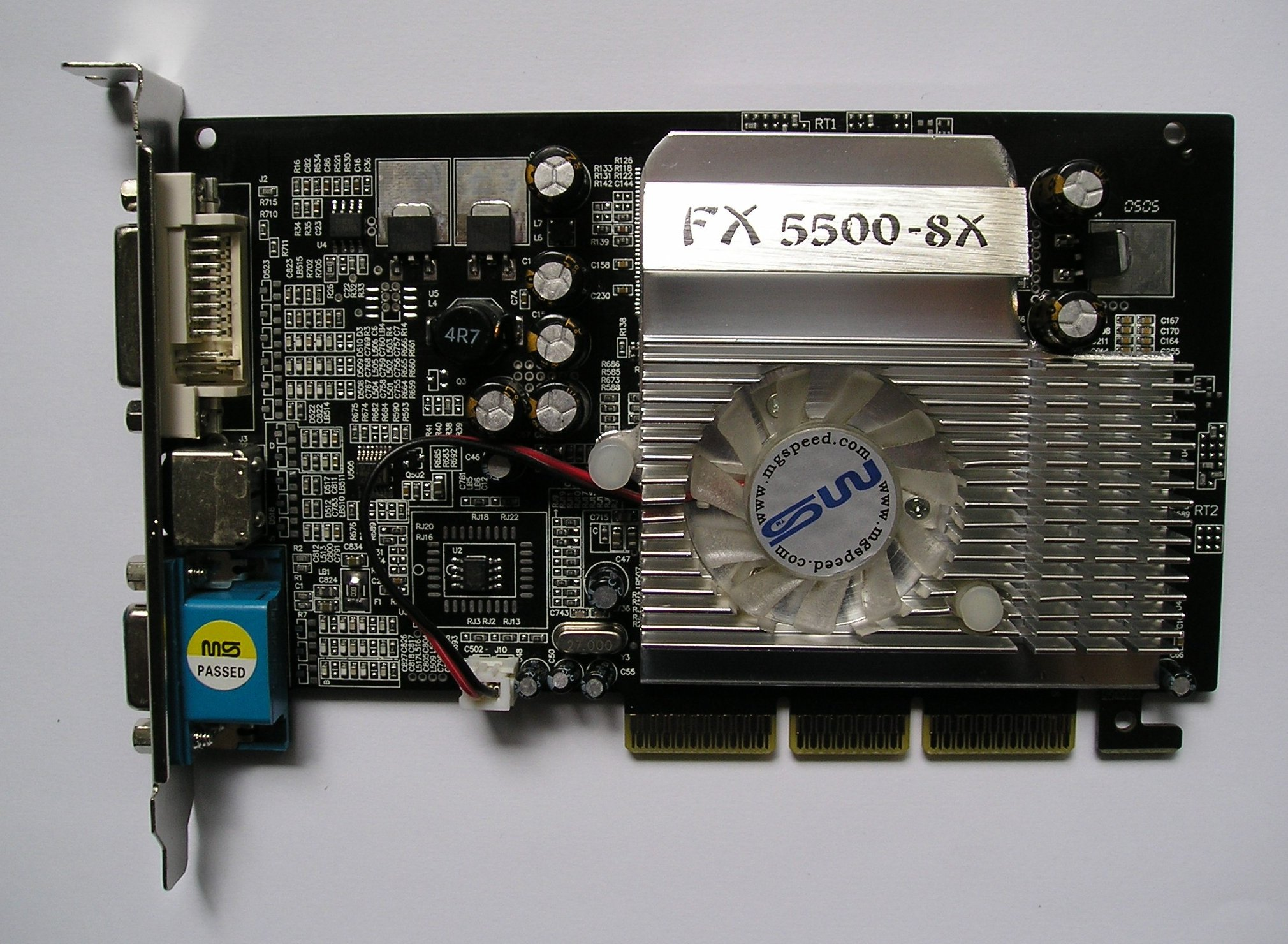
MS GeForce FX 5500

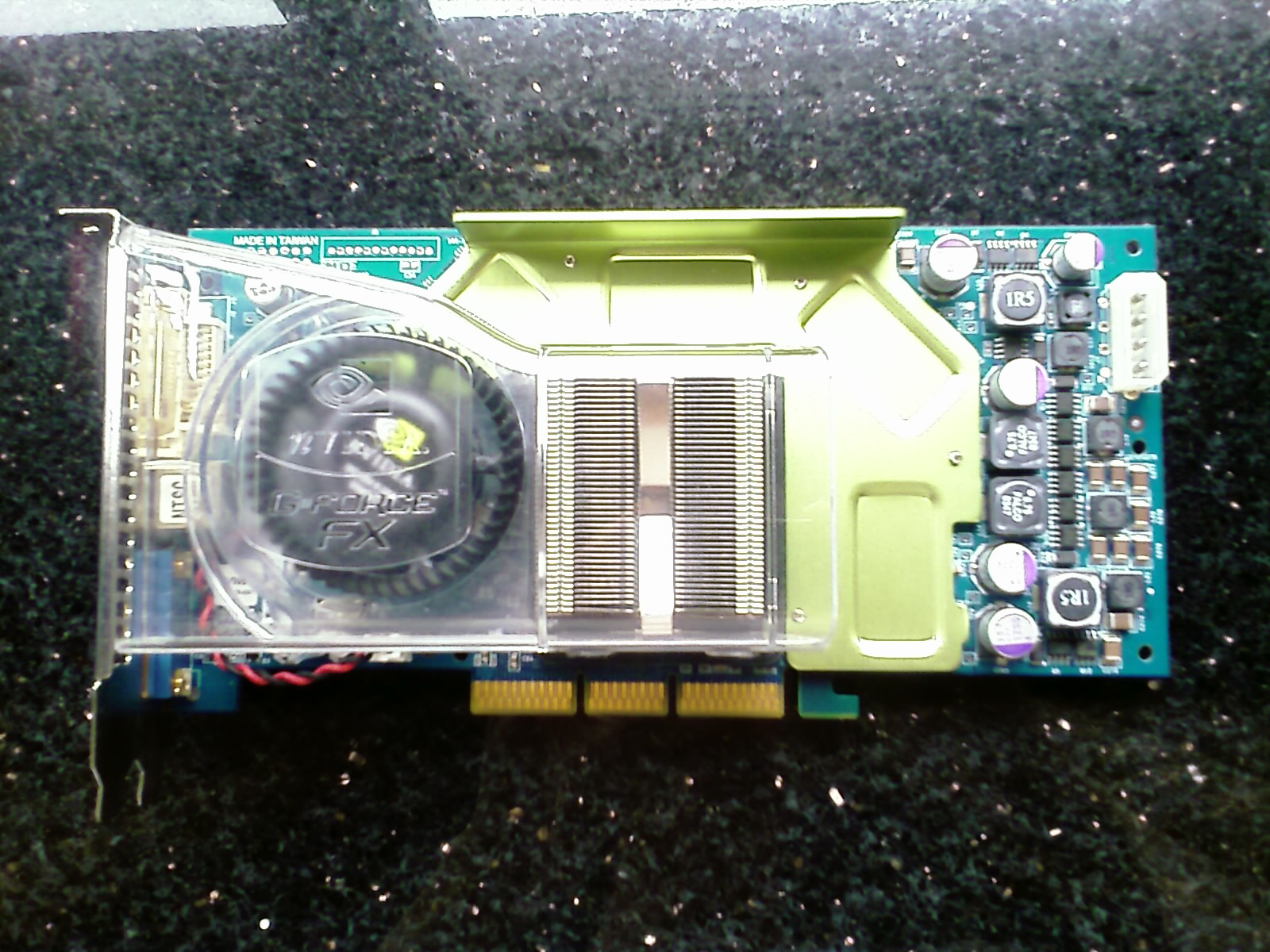
ASUS GeForce FX 5950 Ultra

Bei der GeForce-FX-Serie setzt Nvidia erstmals auf eine vollständige Unterscheidung von Low-Cost, Mainstream und High-End durch eine vierstellige Zahl, ähnlich wie Konkurrent ATI bei der Radeon-Familie. Innerhalb dieser Marktsegmente wird dann noch mit Buchstabenkürzeln diversifiziert.
Bei den späteren PCI-Express-Varianten wurde das Kürzel FX durch PCX ersetzt, um den Unterschied hervorzuheben.
Aufteilung
- 52xx / 55xx: Low-Cost
- 56xx / 57xx: Mainstream
- 58xx / 59xx: High-End

Buchstabenkürzel
- LE – Einsteigerversion, das schwächste Modell eines Segments
- XT – Einsteigerversion, das schwächste* Modell eines Segments
- EP – Leistungsstärker als LE bzw. XT
- [kein Suffix] – der „normale“ Chip
- Ultra – leistungsstärkstes Modell
- VE – OEM-Produkt

Anmerkung*: Die GeForce FX 5900 ZT war eine von Nvidia freigegebene noch schwächere FX 5900 XT Karte.

## Modelldaten
| Modell                      | Offizieller Launch | Grafikprozessor (GPU) | Grafikprozessor (GPU) | Grafikprozessor (GPU) | Grafikspeicher | Grafikspeicher | Grafikspeicher | Grafikspeicher      | Grafikspeicher    |
| Modell                      | Offizieller Launch | Typ                   | Takt (MHz)            | Füllrate (MT/s)       | Größe (MB)     | Takt (MHz)     | Typ            | Speicher- interface | Bandbreite (GB/s) |
| --------------------------- | ------------------ | --------------------- | --------------------- | --------------------- | -------------- | -------------- | -------------- | ------------------- | ----------------- |
| GeForce FX 5100             | 6. Mrz. 2003       | NV34                  | 200                   | 800                   | 64             | 166            | DDR            | 64 Bit              | 2,7               |
| GeForce FX 5200 LE          | 17. Mrz. 2003      | NV34                  | 250                   | 1000                  | 128            | 166            | DDR            | 64 Bit              | 2,7               |
| GeForce FX 5200             | 6. Mrz. 2003       | NV34                  | 250                   | 1000                  | 64 128 256     | 200            | DDR            | 64 Bit              | 3,2               |
| GeForce FX 5200             | 6. Mrz. 2003       | NV34                  | 250                   | 1000                  | 64 128 256     | 200            | DDR            | 128 Bit             | 6,4               |
| GeForce FX 5200 Ultra       | 6. Mrz. 2003       | NV34                  | 325                   | 1300                  | 128 256        | 325            | DDR            | 128 Bit             | 10,4              |
| GeForce PCX 5300            | 17. Feb. 2004      | NV34                  | 325                   | 1300                  | 128            | 325            | DDR            | 128 Bit             | 10,4              |
| GeForce FX 5500             | 17. Mrz. 2004      | NV34                  | 230                   | 920                   | 128 256        | 100            | DDR            | 128 Bit             | 3,2               |
| GeForce FX 5600 XT          | 17. Mrz. 2003      | NV31                  | 235                   | 940                   | 128 256        | 200            | DDR            | 128 Bit             | 6,4               |
| GeForce FX 5600             | 6. Mrz. 2003       | NV31                  | 325                   | 1300                  | 128 256        | 275            | DDR            | 128 Bit             | 8,8               |
| GeForce FX 5600 Ultra       | 17. Mrz. 2003      | NV31                  | 350                   | 1400                  | 128 256        | 350            | DDR            | 128 Bit             | 11,2              |
| GeForce FX 5700 LE          | 1. Mrz. 2004       | NV36                  | 250                   | 1000                  | 128 256        | 200            | DDR            | 64 Bit              | 3,2               |
| GeForce FX 5700 EP          | 1. Sep. 2004       | NV36                  | 425                   | 1700                  | 128            | 200            | DDR            | 64 Bit              | 3,2               |
| GeForce FX 5700 VE          | 1. Sep. 2004       | NV36                  | 425                   | 1700                  | 128            | 275            | DDR            | 128 Bit             | 8,8               |
| GeForce FX 5700             | 23. Okt. 2003      | NV36                  | 425                   | 1700                  | 128 256        | 250            | DDR            | 128 Bit             | 8,0               |
| GeForce FX 5700 Ultra       | 23. Okt. 2003      | NV36                  | 475                   | 1900                  | 128            | 450            | GDDR2          | 128 Bit             | 14,4              |
| GeForce FX 5700 Ultra rev.2 | 15. Mrz. 2004      | NV36                  | 475                   | 1900                  | 256            | 475            | GDDR3          | 128 Bit             | 15,2              |
| GeForce PCX 5750            | 17. Feb. 2004      | NV36                  | 425                   | 1700                  | 128 256        | 275            | DDR            | 128 Bit             | 8,8               |
| GeForce FX 5800             | 6. Mrz. 2003       | NV30                  | 400                   | 3200                  | 128            | 400            | GDDR2          | 128 Bit             | 12,8              |
| GeForce FX 5800 Ultra       | 6. Mrz. 2003       | NV30                  | 500                   | 4000                  | 128            | 500            | GDDR2          | 128 Bit             | 16,0              |
| GeForce FX 5900 ZT          | 12. Mai 2003       | NV35                  | 325                   | 2600                  | 128            | 350            | DDR            | 256 Bit             | 22,4              |
| GeForce PCX 5900            | 17. Mrz. 2003      | NV35                  | 350                   | 2800                  | 128            | 275            | DDR            | 256 Bit             | 17,6              |
| GeForce FX 5900 XT          | 12. Mai 2003       | NV35                  | 400                   | 3200                  | 128 256        | 350            | DDR            | 256 Bit             | 22,4              |
| GeForce FX 5900             | 12. Mai 2003       | NV35                  | 400                   | 3200                  | 128 256        | 425            | DDR            | 256 Bit             | 27,2              |
| GeForce FX 5900 Ultra       | 23. Okt. 2003      | NV35                  | 450                   | 3600                  | 256            | 425            | DDR            | 256 Bit             | 27,2              |
| GeForce PCX 5950            | 17. Feb. 2004      | NV38                  | 475                   | 3800                  | 256            | 475            | GDDR3          | 256 Bit             | 30,4              |
| GeForce FX 5950 Ultra       | 23. Okt. 2003      | NV38                  | 475                   | 3800                  | 256            | 475            | DDR            | 256 Bit             | 30,4              |

Hinweis:
- Die angegebenen Taktraten sind die von Nvidia empfohlenen bzw. festgelegten. Allerdings liegt die endgültige Festlegung der Taktraten in den Händen der jeweiligen Grafikkarten-Hersteller. Daher ist es durchaus möglich, dass es Grafikkarten-Modelle gibt oder geben wird, die abweichende Taktraten besitzen.
- Quelle: GPU Specs Database bei TechPowerUp